# Idaea auricruda
Idaea auricruda är en fjärilsart som beskrevs av Butler 1879. Idaea auricruda ingår i släktet Idaea och familjen mätare. Inga underarter finns listade i Catalogue of Life.